# Асад Аманат Алі Хан
Асад Аманат Алі Хан (урду سد امانت علی خان, нар. 25 вересня 1955, Лахор — пом. 8 квітня 2007, Лондон) — популярний класичний пакистанський співак. Представник класичної музичної школи Патіала Гхарана. Асад був сином музиканта Устада Аманата Алі Хана. Асад Аманат Алі Хан помер від серцевого нападу 8 квітня 2007 року в Лондоні.

## Біографія

### Юність і родина
Асад Аманат Алі Хан народився в місті Лахор, Домініон Пакистан. Його прадід, Алі Бакш Хан, був засновником школи Патіала Гхарана. Його дід, Ахтар Хусейн, теж був музикантом. Устад Аманат Алі Хан, батько Асада, був теж співаком, помер в 1974 році. Молодший брат Асада Шафгат Аманат Алі Хан є поп-співаком і виконавцем класичної музики, був солістом групи Fuzön.

### Співоча кар'єра
Коли йому було 10 років Асад записав свою першу пісню, що дебютувала у музичному альбомі його діда. Хлопець добре вчився і часто говорив, що якщо б він не був співаком, то хотів би стати пілотом. Свою професійну музичну кар'єру почав з піснею «Thumri». Одна з пісень, що фігурує в кожному концерті, де він виступав, була «Інша Джі Уто» («Insha Ji Utho», спочатку була у виконанні його батька).
Асад працював протягом декількох років на телебаченні Пакистану (PTV). Асад також співав у дуеті зі своїм дядьком Хамідом Алі Ханом. Крім музики та прізвища, Асад успадкував від свого батька пристрасть зніматися в кіно. Але його кінокар'єра завершилась відразу після невдалої спроби.

### Смерть
Асад відвідав Лондон в січні 2007 року, де лікував гіпертрофічну кардіоміопатію. Перервав лікування і повернувся в Пакистан, щоб отримати Президентську нагороду Pride of Performance. Проте, після отримання нагороди, 3 квітня 2007 року повернувся до Англії за медичною консультації. 8 квітня 2007 року він помер у парку Касіобарі в Лондоні під час пікніку з родиною.

## Дискографія
Перелік деяких із найвідоміших його пісень:
- Awaz Who Jado sa (Saheli)
- Insha Ji Utho [Архівовано 15 вересня 2018 у Wayback Machine.]
- Ghar Wapis Jub ao gai tum
- Umraan langiyaan pabbaan paahr
- Pyaar Nahii Hai Sur Se Jisko
- Abhi Kalion Mein
- Diyaar Yaar Geya
- Doob Gai Sub
- Ghum Tera Hum Ne
- Jo Bhi Dil Ki
- Kal Chowdhwein Ki Raat
- Zara zara dil meiN dard huaa
- Apne haathoN kii lakiiroN meiN
- Piya dekhan ko tarseiN morey
- Hum Pyar Ke Deewane (Із фільму — Naqshe Qadam) [Архівовано 15 вересня 2018 у Wayback Machine.]
- Kisi aur gham meiN itni khalish-e-nihaN nahiN hai (слова: Мустафа Заїді)
- Ek lamha-e-wisal tha wapas na aa saka (слова: Раіс Варсі)
- Youn bhi tou raas rooh ko tanhai aa gaaee (слова: Раіс Варсі)